# Unser Lied für Liverpool
Unser Lied für Liverpool war die deutsche Vorentscheidung für den Eurovision Song Contest 2023 im britischen Liverpool. Den Wettbewerb am 3. März 2023 gewann die Dark-Rock-Band Lord of the Lost aus Hamburg.

## Format

### Konzept
Am 9. November 2022 gab der NDR bekannt, dass auch 2023 eine nationale Vorentscheidung stattfinden solle. Am selben Tag startete die offizielle Bewerbungsfrist, die am 28. November 2022 endete. Aus den eingereichten Bewerbungen wählte die ESC-Redaktion des NDR die Teilnehmer für die Vorentscheidung aus. Die Redaktion wurde dabei von Experten der Musikindustrie, der deutschen ESC-Delegation, der internationalen ESC-Welt und den Vertretern der ARD-Popradios beraten. Bis zum 20. November gingen mehr als 250 Songs über die Bewerbungsplattform ein.
Neben dem Aufruf ging der NDR eigenen Angaben zufolge auch aktiv auf Künstler zu. Weiterhin wurde erstmals ein Teilnehmer über die Social-Media-Plattform TikTok gesucht. Unter dem Hashtag #UnserLiedFürLiverpool konnten dabei Bewerbungen eingereicht werden. Ab dem 27. Januar 2023 wurden ausgewählte Künstler auf TikTok zur Abstimmung gestellt. Der Sieger der Abstimmung, Ikke Hüftgold, wurde am 4. Februar 2023 auf eurovision.de verkündet, er erhielt automatisch einen Platz in der Vorentscheidung.
Neun Teilnehmer waren für die Vorentscheidung vorgesehen. Nach heftiger Kritik zum vorigen Abstimmungsverfahren fand diesmal keine alleinige Entscheidung durch eine ausgewählte Radiojury statt. Es sollte zudem auf mehr Diversität bei der Liederauswahl gesetzt werden.

## Teilnehmer
Die ersten acht Teilnehmer wurden am 27. Januar 2023 vorgestellt. Über den neunten Teilnehmer wurde zwischen dem 27. Januar und dem 3. Februar 2023 auf TikTok abgestimmt und Ikke Hüftgold mit dem Beitrag Lied mit gutem Text am 4. Februar 2023 als Sieger bekanntgegeben. Insgesamt wurden 121.564 Stimmen abgegeben.
| Rang | Interpret                          | Lied Musik (M) und Text (T)                                                                           | Sprache           | Übersetzung (inoffiziell) | Stimmenanteil |
| ---- | ---------------------------------- | --- | ----------------- | ------------------------- | ------------- |
| 1    | Ikke Hüftgold                      | Lied mit gutem Text M/T: Dominik De León, Florian Apfl, Matthias Distel, Patrick Liegl                | Deutsch           | –                         | 52 %          |
| 2    | From Fall to Spring                | Draw the Line M/T: Benedikt Veith, León Arend, Lukas Wilhelm, Philip Wilhelm, Seb Monzel, Simon Triem | Englisch          | Die Grenze ziehen         | 28 %          |
| 3    | Jona                               | 10/10 M/T: JONA XX, Skender Durakovac, Tom Ulrichs, Wieland Stahnecker                                | Englisch, Deutsch | –                         | 14 %          |
| 4    | Betül Akmar                        | Heaven M/T: Kevin Anyaeji, Shelley Segal, Wayne Wilkins                                               | Englisch          | Himmel                    | 3 %           |
| 5    | Mitchy & André Katawazi und Nashup | Summertime M/T: Alexander Deleon, Chrod Overstreet, Michael Katawazi, Nash Overstreet                 | Englisch          | Sommerzeit                | 2 %           |
| 6    | Leslie Clio                        | Free Again M/T: Leslie Clio                                                                           | Englisch          | Wieder Frei               | 1 %           |

 Kandidat hat sich für das Finale qualifiziert.

### Weitere Einreichungen
Folgende Künstler gaben bekannt, sich am Auswahlprozess für die Vorentscheidung beworben zu haben, wurden jedoch nicht berücksichtigt:
| - Alexanie und das Pablo Paloma Tanzorchester – Showtime - Ana Juwelana – Lebensbeat - caems – einfach los - Coremy – Wir werden Letzter - Danyál – Flashing Lights - Deckenfluter – Little Tomboy - Diego Federico – Son of a Titan - Dominik Klein – Better Days / Changes - EES – Eyo! (Wake Up) - Elvira Michieva – My pride - Florian Künstler – Kleiner Finger Schwur - Freaknation – Chuck Norris - Jennifer Siemann – The Sound Of The Universe - Joël Zupan – Fear - Jonathan Henrich – Day After Day | - Katja & Susan Oseloff – Flightmode - Ken & Maxmakespunk & Noah Warwel – Titanic - Kery Fay – Fire - Koosha - Luzi – Ich liebe meine Ex noch - Marie-Celestine – Traces in the Wind - Marlon – KING - Mayz Kuro – Heal myself - Moiz – Attic Box - Planschemalöör – 30.000 Meilen - POLA - Polarnacht – Wohin, woher? - Poulish Kid – Your Light | - Saint Linh – Lonely - Sedat – Astronaut - Seelemann – Repariert - Senta – Ich will Dich nicht verlieren - Storm Seeker – Heavaway - The Storks - Thomas Godoj – Tabula Rasa - Venues – Cravings - Vera Zett – Downtown - Verhaltenstherapie – FKK am Hundestrand - Vita & Katha Rosa – Drache - Yusuf & Yasin – Wach (Awake) - Yves Paquet – The Conqueror |

Mit der Einreichung des Beitrags von Susan Oseloff bewarb sich erstmals eine ehemalige deutsche Junior-Eurovision-Song-Contest-Teilnehmerin an einer deutschen ESC-Vorentscheidung. Unter ihrem Vornamen Susan vertrat Oseloff Deutschland bei seinem JESC-Debüt im Jahr 2020 mit dem Beitrag Stronger With You.

## Finale

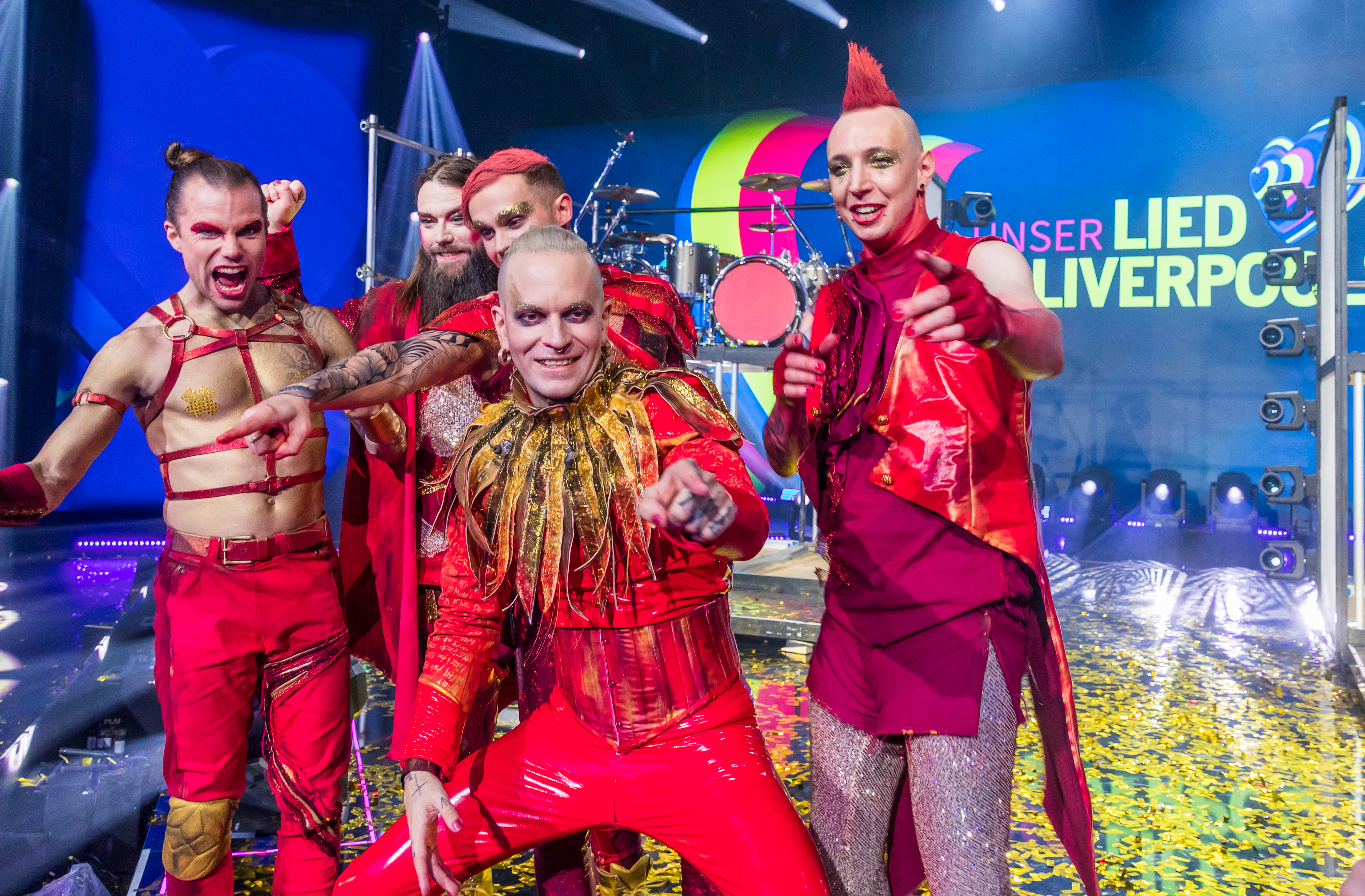
Lord of the Lost nach der Sendung in der Pressekonferenz

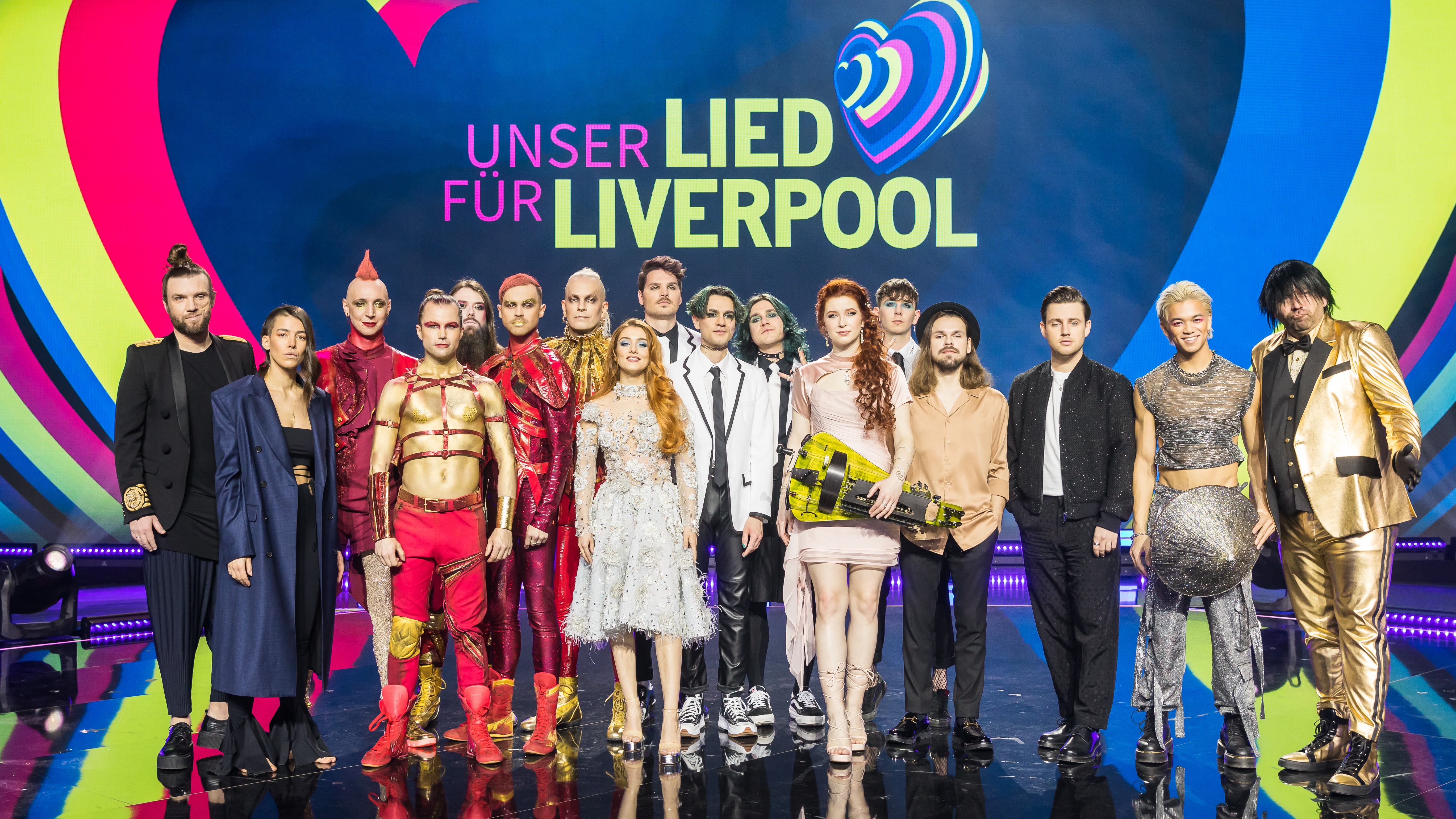
Gruppenfoto aller Teilnehmenden am 1. Probentag

Im  Finale am 3. März 2023 wurde der Sieger zu 50,07 % vom internationalen Juryvoting und zu 49,93 % vom Televoting bestimmt. Insgesamt stimmten acht internationale Jurys ab, wobei jede Jury aus fünf Personen bestand. Das Televoting wiederum setzte sich zu je 50 % aus einem vorgeschalteten Online-Voting, das am 24. Februar startete und am 3. März 2023 endete, sowie den per Anruf bzw. SMS abgegebenen Stimmen zusammen. Am 3. März 2023 sagte Frida Gold die Teilnahme an der Vorentscheidung wegen Erkrankung der Sängerin Alina Süggeler ab. Alle bereits für Frida Gold abgegebenen Stimmen wurden nicht berücksichtigt.
Beim Juryvoting wurden 368 Punkte, beim Televoting 367 Punkte vergeben. Jede Jury verteilte jeweils 12, 10, 8, 6, 4, 3, 2, 1 auf die acht Beiträge, sodass ein Beitrag beim Juryvoting maximal 96 Punkte erhalten konnte. Die durch die Zuschauer vergebene Punktzahl ergab sich aus dem prozentualen Anteil der Stimmen je Beitrag von der Gesamtzahl an Punkten, die beim Televoting vergeben wurden (368). Die Grenze von 96 Punkten pro Beitrag bestand für die Zuschauer somit nicht und von ihnen wurden gut zwei Drittel der Punkte auf nur zwei Kandidaten verteilt. Von den Zuschauern erhielten genau diejenigen vier Beiträge am meisten Punkte, die von der Jury am wenigsten erhalten hatten. 
Insgesamt wurden über die Zuschauerabstimmung allerdings nur 367 Punkte vergeben, wobei es sich vermutlich um einen Rundungsfehler handelt, da im Vorfeld von einer paritätischen Abstimmung gesprochen wurde. Insgesamt wurden 538.897 Stimmen gezählt, 206.945 fielen dabei auf das vorab laufende Onlinevoting, 331.952 auf das Zuschauervoting während der Sendung.
| Platz | Startnr. | Interpret        | Lied Musik (M) und Text (T)                                                                                               | Sprache                          | Übersetzung (inoffiziell) | Jury                                      | Jury                                      | Jury                                      | Jury                                      | Jury                                      | Jury                                      | Jury                                      | Jury                                      | Jury                                      | Zuschauer                                 | Zuschauer                                 | Zuschauer                                 | Gesamt                                    | Bild |
| Platz | Startnr. | Interpret        | Lied Musik (M) und Text (T)                                                                                               | Sprache                          | Übersetzung (inoffiziell) | CH                                        | NL                                        | FI                                        | ES                                        | LT                                        | UA                                        | AT                                        | GB                                        | Punkte                                    | Stimmen                                   | %                                         | Punkte                                    | Gesamt                                    | Bild |
| ----- | -------- | ---------------- | --- | -------------------------------- | ------------------------- | ----------------------------------------- | ----------------------------------------- | ----------------------------------------- | ----------------------------------------- | ----------------------------------------- | ----------------------------------------- | ----------------------------------------- | ----------------------------------------- | ----------------------------------------- | ----------------------------------------- | ----------------------------------------- | ----------------------------------------- | ----------------------------------------- | ---- |
| 1.    | 9        | Lord of the Lost | Blood & Glitter M: Chris Harms, Rupert Keplinger; T: Chris Harms, Rupert Keplinger, Anthony James Brown, Pi Stoffers      | Englisch                         | Blut & Glitzer            | 6                                         | 3                                         | 12                                        | 3                                         | 4                                         | 3                                         | 8                                         | 4                                         | 43                                        | 214.375                                   | 39,78                                     | 146                                       | 189                                       |      |
| 2.    | 5        | Will Church      | Hold On M/T: Eddie Jonsson, Megan Ashworth, Patrick Liegl, Will Church                                                    | Englisch                         | Halt dich fest            | 12                                        | 10                                        | 8                                         | 12                                        | 12                                        | 12                                        | 12                                        | 12                                        | 90                                        | 30.176                                    | 5,59                                      | 021                                       | 111                                       |      |
| 2.    | 7        | Ikke Hüftgold    | Lied mit gutem Text M/T: Dominik De León, Florian Apfl, Matthias Distel, Patrick Liegl                                    | Deutsch, Englisch                | –                         | 1                                         | 2                                         | 1                                         | 1                                         | 1                                         | 1                                         | 1                                         | 2                                         | 10                                        | 148.562                                   | 27,56                                     | 101                                       | 111                                       |      |
| 4.    | 1        | Trong            | Dare to Be Different M/T: Elsa Søllesvik, The Companions, Trong Hieu                                                      | Englisch, Vietnamesisch, Deutsch | Trau dich anders zu sein  | 4                                         | 12                                        | 2                                         | 6                                         | 8                                         | 6                                         | 4                                         | 10                                        | 52                                        | 28.357                                    | 5,27                                      | 019                                       | 071                                       |      |
| 5.    | 4        | Lonely Spring    | Misfit M/T: Phil Sunday, Julian Mortimer Fuchs, Simon Winston Fuchs; M (außerdem): Manuel Schrottenbaum, Matthias Angerer | Englisch                         | Außenseiter               | 2                                         | 6                                         | 6                                         | 4                                         | 6                                         | 4                                         | 6                                         | 6                                         | 40                                        | 44.172                                    | 8,19                                      | 030                                       | 070                                       |      |
| 6.    | 3        | Anica Russo      | Once Upon a Dream M/T: Anica Russo, Rami Jonas Bakieh, Philip Kekura Sesay, Wilma Kaisa Vilhelmiina Virintie              | Englisch                         | Es war einmal ein Traum   | 8                                         | 4                                         | 10                                        | 2                                         | 10                                        | 10                                        | 10                                        | 3                                         | 57                                        | 12.128                                    | 2,27                                      | 008                                       | 065                                       |      |
| 7.    | 2        | René Miller      | Concrete Heart M/T: Michael David Needle, René Müller                                                                     | Englisch                         | Betonherz                 | 10                                        | 8                                         | 4                                         | 10                                        | 3                                         | 8                                         | 3                                         | 8                                         | 54                                        | 11.485                                    | 2,14                                      | 008                                       | 062                                       |      |
| 8.    | 6        | Patty Gurdy      | Melodies of Hope M/T: Johannes Braun, Patricia Büchler                                                                    | Englisch                         | Melodien der Hoffnung     | 3                                         | 1                                         | 3                                         | 8                                         | 2                                         | 2                                         | 2                                         | 1                                         | 22                                        | 49.588                                    | 9,20                                      | 034                                       | 056                                       |      |
| –     | 8        | Frida Gold       | Alle Frauen in mir sind müde M/T: Andreas Weizel, Alina Süggeler                                                          | Deutsch, Englisch                | –                         | Teilnahme krankheitsbedingt zurückgezogen | Teilnahme krankheitsbedingt zurückgezogen | Teilnahme krankheitsbedingt zurückgezogen | Teilnahme krankheitsbedingt zurückgezogen | Teilnahme krankheitsbedingt zurückgezogen | Teilnahme krankheitsbedingt zurückgezogen | Teilnahme krankheitsbedingt zurückgezogen | Teilnahme krankheitsbedingt zurückgezogen | Teilnahme krankheitsbedingt zurückgezogen | Teilnahme krankheitsbedingt zurückgezogen | Teilnahme krankheitsbedingt zurückgezogen | Teilnahme krankheitsbedingt zurückgezogen | Teilnahme krankheitsbedingt zurückgezogen |      |

| Startnr. | Interpret        | Anrufe                                       | Anrufe                                       | SMS                                          | SMS                                          | Onlinevoting                                 | Onlinevoting                                 | Gesamt                                       | Platz                                        |
| Startnr. | Interpret        | Platz                                        | Stimmen                                      | Platz                                        | Stimmen                                      | Platz                                        | Stimmen                                      | Gesamt                                       | Platz                                        |
| -------- | ---------------- | -------------------------------------------- | -------------------------------------------- | -------------------------------------------- | -------------------------------------------- | -------------------------------------------- | -------------------------------------------- | -------------------------------------------- | -------------------------------------------- |
| 1        | Trong            | 5.                                           | 12.261                                       | 5.                                           | 7.360                                        | 5.                                           | 8.736                                        | 6.                                           | 28.357                                       |
| 2        | René Miller      | 8.                                           | 4.651                                        | 8.                                           | 2.025                                        | 6.                                           | 4.809                                        | 8.                                           | 11.485                                       |
| 3        | Anica Russo      | 7.                                           | 5.533                                        | 7.                                           | 4.041                                        | 8.                                           | 2.608                                        | 7.                                           | 12.182                                       |
| 4        | Lonely Spring    | 6.                                           | 12.144                                       | 4.                                           | 8.489                                        | 3.                                           | 23.539                                       | 4.                                           | 44.172                                       |
| 5        | Will Church      | 3.                                           | 19.758                                       | 6.                                           | 6.961                                        | 7.                                           | 3.457                                        | 5.                                           | 30.176                                       |
| 6        | Patty Gurdy      | 4.                                           | 18.327                                       | 3.                                           | 9.464                                        | 4.                                           | 21.797                                       | 3.                                           | 49.588                                       |
| 7        | Ikke Hüftgold    | 2.                                           | 46.460                                       | 2.                                           | 26.281                                       | 1.                                           | 75.821                                       | 2.                                           | 148.562                                      |
| 8        | Frida Gold       | Stimmen für den Beitrag wurden nicht gezählt | Stimmen für den Beitrag wurden nicht gezählt | Stimmen für den Beitrag wurden nicht gezählt | Stimmen für den Beitrag wurden nicht gezählt | Stimmen für den Beitrag wurden nicht gezählt | Stimmen für den Beitrag wurden nicht gezählt | Stimmen für den Beitrag wurden nicht gezählt | Stimmen für den Beitrag wurden nicht gezählt |
| 9        | Lord of the Lost | 1.                                           | 79.520                                       | 1.                                           | 68.677                                       | 2.                                           | 66.178                                       | 1.                                           | 214.375                                      |

| Schweiz                | Gjon’s Tears Musiker, Teilnehmer beim ESC 2021          | Lisa Oribasi Singer-Songwriterin                   | Sandro Dietrich Produzent                    | Chiara Dubey Singer-Songwriterin                      | Yves Schifferle Head of Delegation    |
| Niederlande            | Marijke Amado Moderatorin                               | Gordon Groothedde Produzent und Komponist          | Erica Suzanne Groeneveld Singer-Songwriterin | Marjolein Dekkers Radiomoderatorin                    | Florent Luyckx Medienschaffender      |
| Finnland               | Joel Hokka Sänger, Teilnehmer beim ESC 2021             | Samuli Väänänen Senior Editor bei Spotify Finnland | Isa Pajula Singer-Songwriterin               | Anna Maria Borgar Leiterin der Musikabteilung bei YLE | Annastiina Paavola Head of Delegation |
| Spanien                | Barei Sängerin, Teilnehmerin beim ESC 2016              | Luis Miguel Palao Journalist                       | Aaron Saez Komponist, Sänger                 | Daniel Borrego Fernsehmoderator                       | Eva Maria Mora Head of Delegation     |
| Litauen                | Vaidotas Valiukevičius Sänger, Teilnehmer beim ESC 2021 | Ieva Narkutė Singer-Songwriterin                   | Ramunas Zilnys ESC-Kommentator               | Raminata Naujanyte Sängerin                           | Audrius Girzadas Head of Delegation   |
| Ukraine                | Jamala Sängerin, Siegerin des ESC 2016                  | Igor Kondratiuk Fernsehmoderator                   | German Nenov Künstlerischer Leiter           | Kateryna Sereda Komponistin, Vocal Coach              | Oksana Skybinska Head of Delegation   |
| Österreich             | Cesár Sampson Sänger, Teilnehmer beim ESC 2018          | Pænda Sängerin, Teilnehmerin beim ESC 2019         | Sasha Saedi Produzent                        | Elly V Sängerin                                       | Peter Pansky Manager, Musiker         |
| Vereinigtes Königreich | SuRie Sängerin, Teilnehmerin beim ESC 2018              | Pete Watson Musikalischer Leiter                   | Roksahn Heyadri Singer-Songwriterin          | George Ure Sänger, Vocal Coach                        | Adam Hunter Singer-Songwriter         |

Kursiv geschriebene Personen waren Punktesprecher im Finale.

## Nachwirkungen
Nach der Veröffentlichung eines Artikels in der Süddeutschen Zeitung vom 8. April 2023, in dem der langjährige Kommentator des Eurovision Song Contest für Deutschland, Peter Urban, interviewt wurde, veröffentlichte der Finalist Ikke Hüftgold ein Statement, in dem er dem NDR Manipulation vorwarf. Der Grund sei, dass Urban in dem Artikel Hüftgold angegriffen habe.
Der NDR wies den Vorwurf der Manipulation zurück, übersandte dem Teilnehmer die genauen Zahlen des Online- und Telefonvotings, die von der Firma Digame durchgeführt sowie notariell überwacht wurden und etwaige Rechenfehler ausgeschlossen werden können. Auch Urban äußerte sich zu den Vorwürfen und wies sie zurück. Die Zeitung habe ihn an mehreren Stellen falsch zitiert, und er würde keine derartige Wortwahl verwenden.

## Auszeichnungen
- Deutscher Fernsehpreis
  - 2023: Preisträger in der Kategorie Beste Einzelleistung/Moderation Unterhaltung für Barbara Schöneberger[44][45]
  - 2023: Nominierung in der Kategorie Beste Regie Unterhaltung für Alexandra Farrensteiner[44]